# Madeleine Tabar
Pour les articles homonymes, voir Tabar (homonymie).
Madeleine Tabar est une actrice libanaise.

## Biographie
Madeleine Tabar a commencé sa carrière à la radio et à la télévision au Liban.
Elle fait partie des personnalités qui ont participé aux activités du projet culturel L'Égypte aux yeux du monde, à l'invitation de l'ambassade du Liban en Égypte.

## Séries télévisées
- 1982 : Le Jeu des femmes
- 1997 : Le Pont
- 2004 : Les Dignitaires
- 1992 : Caliméro
- 1988 : Lubna rapide